# ماري جوزيه بيريس
ماري جوزيه بيريس (بالفرنسية: Marie-José Pérec) (Marie-José Perec) هي لاعبة أولمبية لرياضة ألعاب القوى من فرنسا. شاركت في الأولمبياد الصيفي في 1992–1996، وفازت بما مجموعه 3 ميداليات.

## الميداليات
| ذهب | فضة | برونز | المجموع |
| 3   | 0   | 0     | 3       |

## روابط خارجية
- ماري جوزيه بيريس على موقع الاتحاد الدولي لألعاب القوى (الإنجليزية)
- ماري جوزيه بيريس على موقع الاتحاد الفرنسي لألعاب القوى (الفرنسية)
- ماري جوزيه بيريس على موقع اللجنة الأولمبية الدولية (الإنجليزية)
- ماري جوزيه بيريس على موقع أوليمبيديا (الإنجليزية)

قالب:تذييل بطل أولمبي سباق 400 متر سيدات